# Eugen Lucius

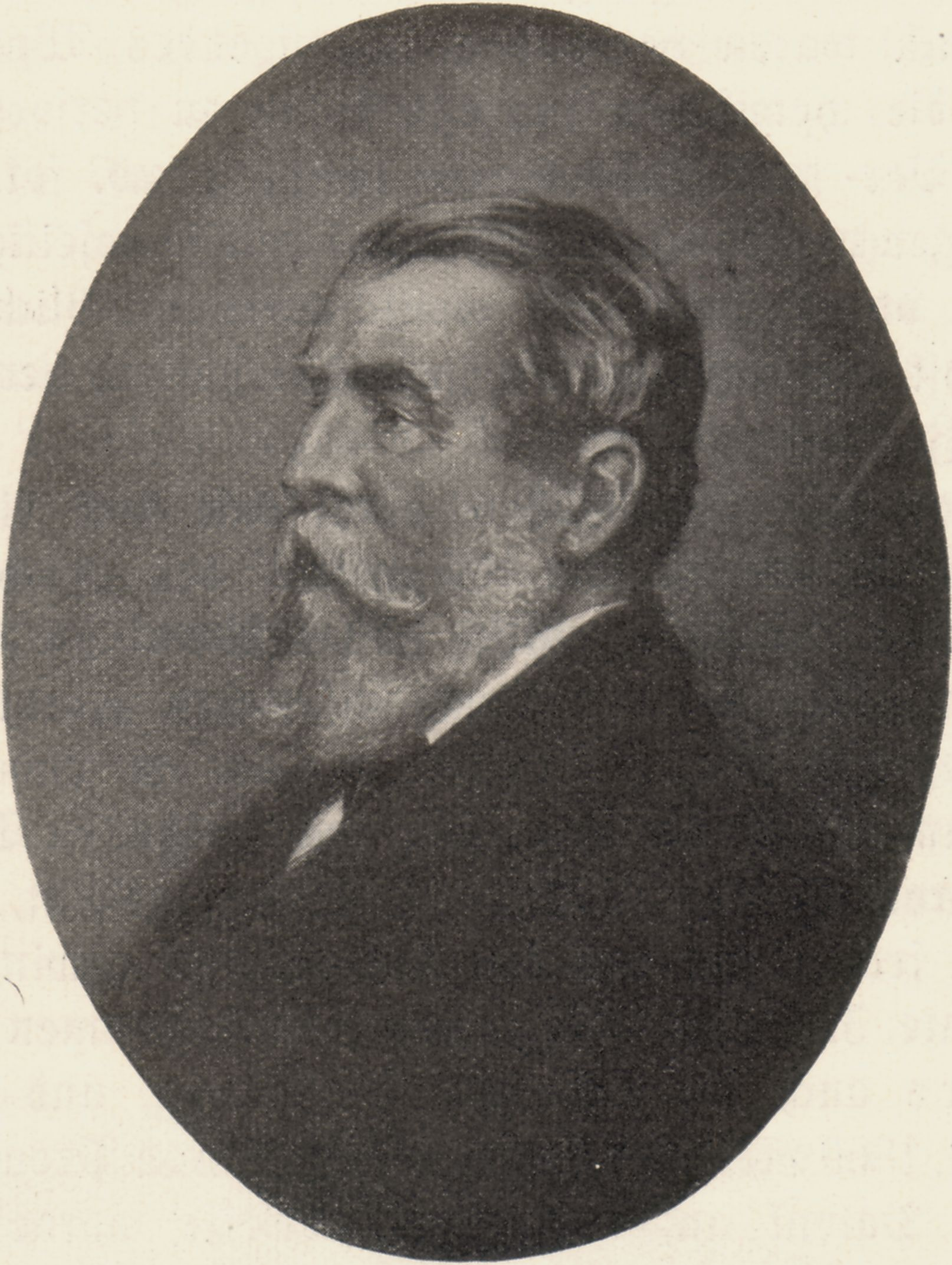
Eugen Lucius

Eugen Nicolaus Lucius, manchmal auch Nicolaus Eugen Lucius, (* 15. April 1834 in Erfurt; † 15. Mai 1903 in Frankfurt am Main) war ein deutscher Chemiker, Unternehmer und Mäzen.

## Leben und Werk
Eugen Lucius war das zehnte von elf Kindern des Erfurter Unternehmers Sebastian Lucius, zu dessen unter Johann Anton Lucius firmierendem Unternehmen Spinnereien, Webereien und Stoffdruckereien in Thüringen und Sachsen sowie der Handel mit importierten britischen Garnen gehörten. Sein jüngerer Bruder war der deutsche Politiker Robert Lucius von Ballhausen.
Eugen Lucius absolvierte die Realschule in Erfurt und begann anschließend ein Chemiestudium an der Polytechnischen Schule Hannover, wechselte aber bald darauf an die Friedrich-Wilhelms-Universität Berlin. 1855 zog er nach Wiesbaden, um dort sein Studium im chemischen Laboratorium von Carl Remigius Fresenius fortzuführen. In dieser Zeit lernte er seinen späteren Freund Adolf Brüning kennen.
Lucius plante bereits frühzeitig die Gründung eines eigenen Unternehmens und ging zu diesem Zweck 1857 nach Manchester, wo er die britische Industrie kennenlernte. Gleichzeitig setzte er sein Chemiestudium fort. Lucius sprach später von einem intensiven gesellschaftlichen Kontakt der in Manchester lebenden Deutschen. Es ist trotzdem fraglich, ob er dem damals in Manchester lebenden Friedrich Engels begegnete, jedenfalls ist nichts darüber bekannt. Wichtig für Lucius war allerdings der Kontakt mit Carl Friedrich Wilhelm Meister aus Hamburg, der zu dieser Zeit ein Handelsgeschäft für seine Familie in Manchester betrieb.
1858 ging Lucius an die Ruprecht-Karls-Universität Heidelberg, um bei Robert Wilhelm Bunsen sein Studium mit einer Promotion abzuschließen. Am 9. Juli 1858 erwarb er für 97.500 Gulden das Bürgerrecht der Freien Stadt Frankfurt am Main. Frankfurt duldete damals noch keine größeren Industriebetriebe innerhalb seines kleinen Territoriums, jedoch hatten sich bereits einige Unternehmen im Umland angesiedelt. Frankfurt war zudem als Handelsmetropole mit einem reichen Bürgertum und dessen internationalen Verbindungen ein guter Ausgangspunkt für Unternehmungen.

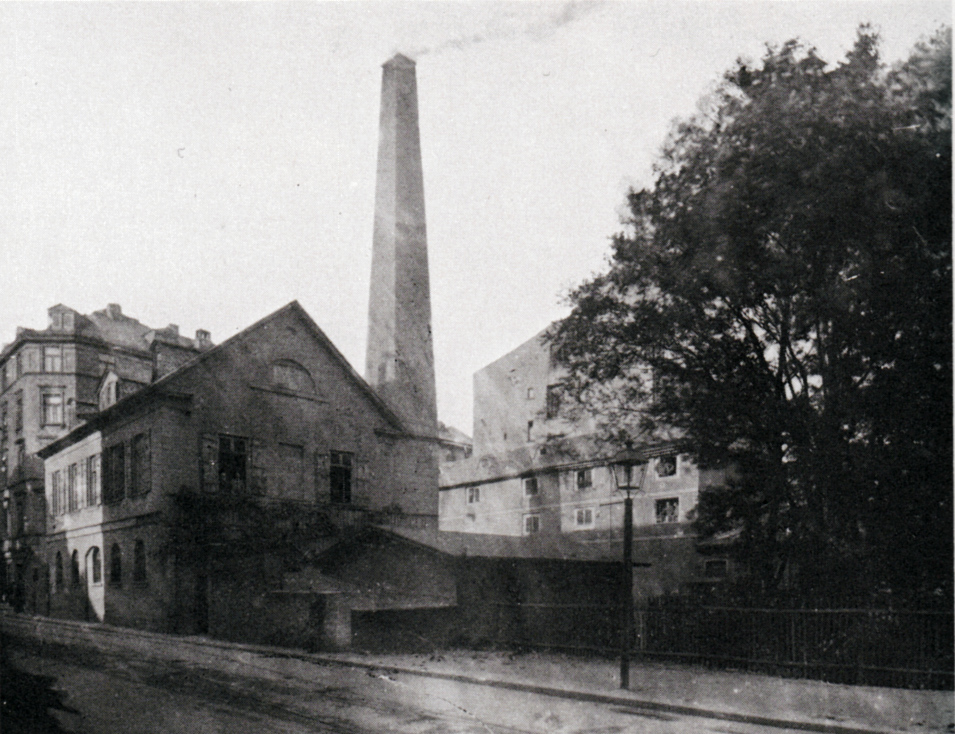
Chemische Werke Lucius & Saul, um 1885

Noch im Juli 1858 kaufte Lucius zusammen mit dem ebenfalls aus Erfurt stammenden Johann Friedrich Saul die Drogenhandlung Pulverisieranstalt F. Wippermann im Oeder Weg und benannte sie in Lucius & Saul um. Am 13. August 1858 erhielten Lucius und Saul die Erlaubnis, in der Fabrik „die seither schon in derselben gefertigten Fabrikate, sowie überhaupt chemische und technische Produkte und Präparate, Farben, pharmazeutische Hölzer, Salze pp.“ herzustellen und zu vertreiben.
1860 heiratete Lucius Maximiliane Eduarde Becker (1842–1922), eine Tochter des Frankfurter Malers Jakob Becker. Carl Friedrich Wilhelm Meister, den er aus seiner Zeit in Manchester kannte, heiratete Maximilianes ältere Schwester Marie.
Gemeinsam mit Ludwig August Müller, einem Onkel ihrer Ehefrauen, gründeten Meister und Lucius am 4. Januar 1863 die Teerfarbenfabrik Meister, Lucius & Co. im damals nassauischen Höchst am Main. Aus diesem Unternehmen ging später das lange Zeit größte Chemie- und Pharmaunternehmen der Welt hervor, die Hoechst AG. Lucius’ Studienkollege Adolf Brüning wurde Technischer Direktor mit Gewinnbeteiligung, ohne jedoch eigene Kapitalanteile zu halten.
Bald darauf begann die Fabrik mit der Herstellung von Fuchsin und Anilin, später auch des von Lucius und Brüning entwickelten Aldehydgrüns. Dies war der erste grüne Textilfarbstoff, der auch bei Gaslicht seinen Farbton behielt. Als es gelang, die französische Kaiserin Eugénie als Kundin zu gewinnen und an die Textilindustrie in Lyon große Mengen der Höchster Farbstoffe zu liefern, brachte dies den Durchbruch für das Unternehmen. 1865 trat Adolf Brüning an die Stelle des ausgeschiedenen Teilhabers Müller; seitdem firmierte das Unternehmen als Farbwerke Meister, Lucius & Brüning. 1869 brachten die Farbwerke das Alizarin auf den Markt, einen roten Farbstoff, der rasch zum erfolgreichsten Produkt wurde und der Fabrik im Volksmund den Namen Rotfabrik einbrachte.
1864 schied Saul aus dem Unternehmen Lucius & Saul aus, neuer Teilhaber wurde Paul Friedrich Schumacher aus Stuttgart, es firmierte nunmehr als Fabrik pharmazeutischer und chemischer Präparate, Fabrik von Cacaomassen und Chocoladen, Dampfmühle und Pulverisier-Anstalt E. Lucius in Frankfurt am Main. 1874 verkaufte Lucius es an den Unternehmer F. A. Büdingen.
1880 wurden die Farbwerke in eine Aktiengesellschaft umgewandelt. Lucius hatte von 1884 bis 1902 den Vorsitz im Aufsichtsrat. Unter seiner Führung wurde die Produktion auf Säuren (1880) und Pharmazeutika (1883) ausgeweitet. Zugleich engagierte er sich gemeinsam mit den anderen Teilhabern sehr für die Belange der Belegschaft, unter anderem durch den Bau von Arbeitersiedlungen.
Auch im Kulturleben der Stadt Frankfurt betätigte er sich, beispielsweise für das Freie Deutsche Hochstift. Von 1876 bis 1901 war er Mitglied der Stadtverordnetenversammlung und 1878/1879 Abgeordneter Frankfurts im Preußischen Abgeordnetenhaus.
Er unterstützte Künstler wie Fidus (bürgerlich Hugo Höppener) und Viktor Paul Mohn.
Lucius starb am 15. Mai 1903 in Frankfurt am Main. Er wurde auf dem Frankfurter Hauptfriedhof begraben. Nach ihm ist die Luciusstraße in Höchst benannt.